# Светосавска омладинска заједница
Светосавска омладинска заједница (СОЗ) званична је институција Српске православне цркве за рад са дјецом, омладином и младим људима. Назив је и удружења грађана која се оснивају и дјелују при појединим епархијама Српске православне цркве.

## Историја
Светосавска омладинска заједница, као кровна организација, основана је 1995. године одлуком Светог архијерејског сабора.
Епархијске светосавске омладинске заједнице су добровољна и ванполитичка удружења младих православних хришћана. Оснивачки акт доноси надлежни епископ којим прописује дјелатности удружења и даје благослов за дјеловање у оквиру канонског подручја своје епархије. Као и сва друга удружења грађана уписују се у регистар чиме стичу статус правног лица.

## Дјелатност
Прокламовани циљ светосавских омладинских заједница је да савременим методама приближи Православну цркву свим младим људима кроз многе образовне пројекте, организације семинара и поклоничких путовања, организације вјерских, културних и спортских манифестација, организације хуманитарних акција и сл.
Светосавске омладинске заједнице свој рад спроводе и путем сарадње са другим омладинским организацијама у земљи или иностранству, са пословним сектором и са званичним институцијама. Заједница на нивоу епархије може имати и подручне јединице, углавном формиране у оквиру црквених општина или архијерејских намјесништава. О оснивању и дјелатности доносе се статути.
Најактивније светосавске омладинске заједнице су СОЗ Епархије бањалучке (од 2000), СОЗ Епархије зворничко-тузланске (од 2003), СОЗ Архиепископије београдско-карловачке, СОЗ Епархије ваљевске и СОЗ Епархије будимљанско-никшићке.